# Hrabstwo Placer
Hrabstwo Placer (ang. Placer County) – hrabstwo w stanie Kalifornia w Stanach Zjednoczonych. Obszar całkowity hrabstwa obejmuje powierzchnię 1502,78 mil² (3892,18 km²). Według szacunków United States Census Bureau w roku 2009 miało 348 552 mieszkańców.
Hrabstwo powstało w 1851 roku. Na jego terenie znajdują się:
- miejscowości – Auburn, Colfax, Lincoln, Loomis, Rocklin, Roseville
- CDP – Alta, Carnelian Bay, Dollar Point, Dutch Flat, Foresthill, Granite Bay, Kings Beach, Meadow Vista, Newcastle, North Auburn, Penryn, Sheridan, Sunnyside–Tahoe City, Tahoe Vista
- Na terenie hrabstwa leży część Jeziora Tahoe, przez które przebiega granica z Nevadą[5].